# Philippe Caroit
Philippe Caroit (n. 29 Septembrie 1959, Paris, Franța) este un actor, pictor și scriitor francez. 

## Biografie
Caroit s-a născut la Paris, fiind al patrulea dintr-o familie cu șapte copii. Încă din adolescență el a fost fascinat de călătorii, de a vizita locuri îndepărtate și de a cunoaște oameni noi, fapt care l-a făcut să învețe mai multe limbi străine. 
După ce a terminat școala, el a început să studieze medicina, urmând exemplul tatălui său.  În al treilea an de studii, s-a înscris la Conservatorul din Montpellier, unde și-a descoperit pasiunea pentru teatru. Întors la Paris, el a continuat să studieze medicina și teatrul în paralel. În al șaselea an de medicina, în timp ce lucra la un spital în arondismentul 14 din Paris, el s-a decis să renunțe la studiu și să se dedice complet carierei de actor, el alăturându-se Théâtre de Soleil al lui Ariane Mnouchkine.  
Primul său rol într-un film de cinema a fost „Femeia aviatorului”( „La Femme de l’aviateur”) în regia lui Eric Rohmer în 1981. În următorul an a debutat în televiziune în „Umbrele” regizat de Jean Claude Brisseau. Acestea au fost urmate de peste 100 de roluri în filme franceze și străine de cinema și televiziune, care l-au purtat peste tot prin lume, Caroit vorbind fluent și engleza, germana, italiana și spaniola. În 1999 el a regizat primul său scurt-metraj „Faire-part”, avându-i în distribuție pe Christine Murillo, Antoine Dulery și Caroline Tresca. 
Philippe Caroit a interpretat rolul contelui de Saint-Aulaire, ambasadorul Franței la București în timpul Primului Război Mondial, în filmul „Maria, Regina României” regizat de Alexis Cahill în 2019.   
Dincolo de rolurile pentru cinema și televiziune, el a continuat să joace și la teatru, printre rolurile sale numărându-se Isus din „Un om numit Isus” (fr. „Un homme nomme Jesus”) și Seznec în „Seznec”, ambele regizate de către Robert Hossein sau Marc în „La Societe des Loisirs”, piesă scrisă de către François Archambault, pe care el a adaptat-o.
Caroit a scris și adaptat scenarii pentru teatru („La Societe de Loisirs” și „Tu Te Souviendras de Moi”), televiziune („Misterul Carpaților” pentru serialul de televiziune Cancoon) și cinema („Faire-part”). Cel mai recent proiect al său este piesa ,,Paillettes" (anterior „Le Chapon”). 
„Blestemul melcului” (fr: „La malediction de l’escargot”), primul său roman, a fost publicat de Anne Carrière în Noiembrie 2020.   In Iunie 2023 a apărut și ediția de buzunar a cărții la editura Bonneton.
Caroit are o fiică, pe nume Blanche, din căsătoria cu Caroline Tresca. Din decembrie 2022 este și tatăl unui fiu pe nume Lucien. În timpul său liber, Caroit pictează, lucrările sale fiind influențate de Expresionismul German, Fauvism și Les Nabis. 

## Filmografie (selecție)

### Cinema
- ·        1981 : La Femme de l'aviateur (regia: Éric Rohmer)
- ·        1982 : Enigma (regia: Jeannot Szwarc)
- ·        1983 : Liberty belle (regia: Pascal Kané)
- ·        1984 : Par où t'es rentré ? On t'a pas vu sortir (regia: Philippe Clair)
- ·        1986 : Deux enfoirés à Saint-Tropez (regia: Max Pécas)
- ·        1987 : La Rumba (regia: Roger Hanin)
- ·        1987 : En toute innocence (regia: Alain Jessua)
- ·        1988 : In extremis (regia: Olivier Lorsac)
- ·        1989 : Cher frangin (regia: Gérard Mordillat)
- ·        1991 : Milena (regia: Véra Belmont)
- ·        1992 : Les Eaux dormantes (regia: Jacques Tréfouël)
- ·        1993 : Vortice mortale (regia: Ruggero Deodato)
- ·        2000 : Les Savates du bon Dieu (regia: Jean-Claude Brisseau)
- ·        2006 : Come le formiche (regia: Ilaria Borrelli)
- ·        2006 : Je pense à vous (regia: Pascal Bonitzer)
- ·        2008 : Les Randonneurs à Saint-Tropez (regia: Philippe Harel)
- ·        2009 : Tricheuse (regia: Jean-François Davy)
- ·        2013 : Retour à la vie (regia: Ilaria Borrelli)
- ·        2014 : Valentin Valentin (regia: Pascal Thomas)
- ·        2017 : Vive la crise (regia: Jean-François Davy)
- ·        2017 : L'Orage Africain - Un continent sous influence (regia: Sylvestre Amoussou)
- ·        2018 : Moi et le Che (regia: Patrice Gautier)
- ·        2019 : Maria, Regina României (regia: Alexis Cahill)
- ·        2021 : And he said yes (regia: Gintare Parulyte)
- 2023 : Ténèbres (regia: Clément Poirier)

### Televiziune
- ·     ·  1981 : Télévision de chambre – Episodul: Les ombres (regia: Jean-Claude Brisseau)
- ·        1982 : Les Secrets de la princesse de Cadignan (regia: Jacques Deray)
- ·        1982 : Marion - Episodul: Qui trop efface  (regia: Jean Pignol)
- ·        1983 : Les beaux quartiers (regia: Jean Kerchbron)
- ·        1985 : Le Diable dans le bénitier (regia: Jean L'Hôte)
- ·        1986 : Série rose - Episodul: Le Libertin de qualité (regia: Juan Luis Buñuel)
- ·        1986 : Série noire – Episodul: La nuit du flinguer (regia: Pierre Grimblat)
- ·        1988 : Melba (regia: Roger McDonald)
- ·        1988 : Sueurs froides –  Episodul: Coup de pouce (regia: Josée Dayan)
- ·        1989-1990 : V comme vengeance (diferiți regizori)
- ·        1989-1991 : Coplan (diferiți regizori)
- ·        1992 : Missione d'amore (regia: Dino Risi)
- ·        1992 : Counterstrike – Episodul: The Sting (regia: René Bonnière)
- ·        1993 : Les Grandes Marées (regia: Jean Sagols)
- ·        1993 : Le Siècle des Lumières (regia: Humberto Solás)
- ·        1995 : Le grand feu (regia: Fabrizio Costa)
- ·        1995-2001 : Les Bœuf-carottes (diferiți regizori)
- ·        1993-1994 : Cancoon (regia: Jean Sagols și Paolo Barzman)
- ·        1999 : Tramontane (regia: Henri Helman)
- ·        1999 : L'Immortelle (regia: Georges Mendeluk)
- ·        2000 : La tribu de Zoé (regia: Pierre Joassin)
- ·        2001 : Méditerranée (regia: Henri Helman)
- ·        2002 : Il bello delle donne – Episodul: Marzo-madre e figlia (regia: Luigi Parisi)
- ·        2003 : Le Bleu de l'océan (regia: Didier Albert)
- ·        2003 : Une femme si parfaite (regia: Bernard Uzan)
- ·        2003 : Spooks/MI-5 – Episodul: Clear Skin (regia: Ciaran Donnelly)
- ·        2004 : Imperium: Nero (regia: Paul Marcus)
- ·        2005 : Un transat pour huit (regia: Pierre Joassin)
- ·        2005 : Trois femmes… un soir d'été (regia: Sébastien Grall)
- ·        2005 : Sauveur Giordano (regia: Klaus Biedermann)
- ·        2005 : La Voie de Laura (regia: Gérard Cuq)
- ·        2005 : Trois femmes flics (regia: Philippe Triboit)
- ·        2006 : Joséphine, ange gardien - Episodul: La couleur de l'amour (regia: Laurent Levy)
- ·        2007 : Chassé croisé amoureux (regia: Gérard Cuq)
- ·        2007-2010 : RIS police scientifique (diferiți regizori)
- ·        2011 : Camping Paradis - Episodul: Miracle au camping (regia: Philippe Proteau)
- ·        2011 : Merci Patron (regia: Pierre Joassin)
- ·        2011 : Commissaire Magellan - Episodul: Mort subite (regia: Etienne Dhaene)
- ·        2012 : Toussaint Louverture (regia: Philippe Niang)
- ·        2013 : Joséphine, ange gardien - Episodul: En roue Libre (regia: Philippe Proteau)
- ·        2014 :  Die Staatsaffäre (regia: Michael Rowitz)
- ·        2014 : Crimes et botanique - Episodul: Le Jardin des papillons noirs (regia: Bruno Garcia)
- ·        2015 : Meurtres à La Rochelle (regia: Étienne Dhaene)
- ·        2016 : Mallory (regia: François Guérin)
- ·        2017 : Camping Paradis - Episodul: Miss Camping (regia: Marwen Abdallah)
- ·        2017 : Le Prix de la vérité (regia: Emmanuel Rigaut)
- ·        2017-2020 : Über die Grenze (regia:  Michael Rowitz)
- ·        2017 : Munch (regia: Nicolas Guicheteau)
- ·        2018-2020 : Crimes Parfaits (diferiți regizori)
- ·        2019 : La Malédiction du volcan (regia:  Marwen Abdallah)
- ·        2020 : Meurtres à Cayenne (regia: Marc Barrat)
- ·        2022 : Cassandre - Episodul:  Les régates (regia: Eric Le Roux)
- 2024 : Parizot (regia: Nicolas Copin)
- 2024 : À qui profite le doute ? (regia: Stéphanie Tchou-Cotta)
- 2025 : Meurtres à Saint-Martin (regia: François Guérin)
- 2025 : Les Mystères des grottes du Régulus (regia Lorie Pester)